# Église Notre-Dame-de-la-Conception-des-Militaires de Recife
L'église Notre-Dame-de-la-Conception-des-Militaires (portugais : igreja de Nossa Senhora da Conceição dos Militares) est une église catholique située dans la ville de Recife, capitale de l'état brésilien de Pernambuco.
Elle a été décrite par l'historien d'art français Germain Bazin, après avoir visité le Brésil, comme la "chapelle Sixtine" du baroque-rococo.

## Histoire

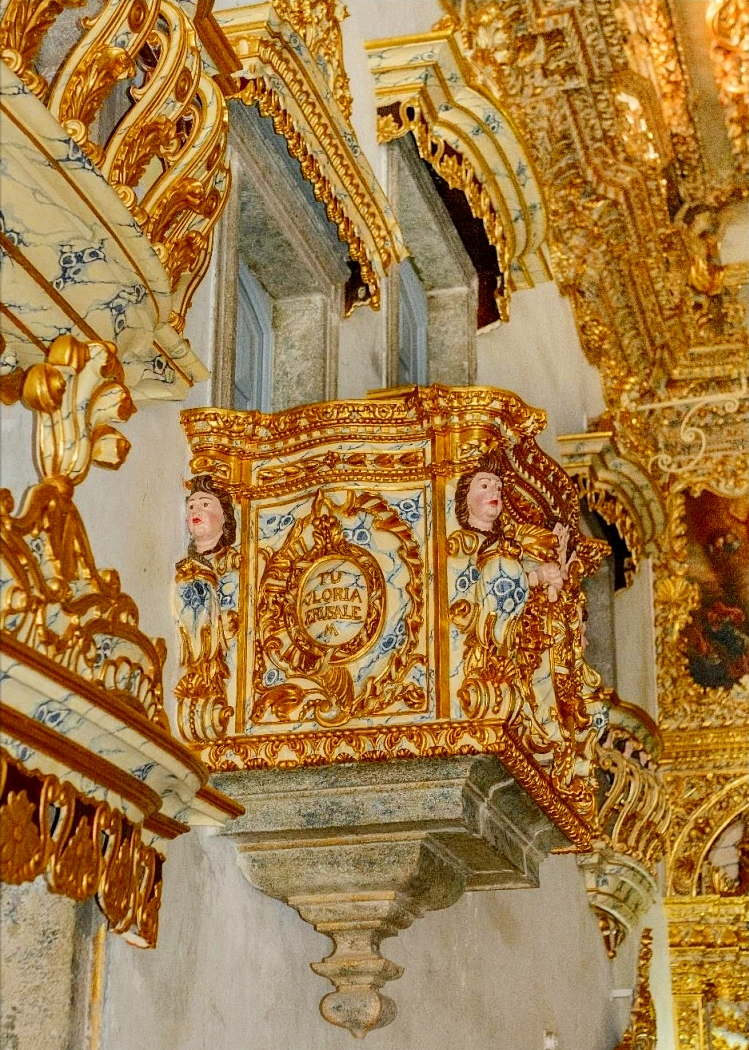
Chaire de la nef gauche.

Selon les archives historiques, les soldats du Rosaire du village de Santo Antônio do Recife (officiers, sergents et escouades du corps et de la cavalerie Fuzilamento), le 19 mars 1725, ont demandé la création d'une confrérie des militaires, ainsi que la construction d'une église, sous l'invocation de Nossa Senhora da Conceição. Des indications tendent à faire penser que la construction de l'église a commencé avant la création de cette confrérie puisque la date de démarrage des travaux avancée est en 1710, avec des travaux terminés en 1771,.
Créée par le "colporteur" Antônio Fernandes de Matos, l'église a une façade austère, qui contraste avec son intérieur abondamment orné d'or 24 carats. Sous la doublure du chœur se trouve une peinture décrivant la bataille de Guararapes, réalisée sur ordre du gouverneur José César de Meneses, et attribuée à João de Deus Sepúlveda. Le tableau central de la Vierge est attribué à José Rabelo Gonçalves.